# Oriolus brachyrhynchus
Oriolus brachyrhynchus là một loài chim trong họ Oriolidae.